# Деревянко, Анатолий Пантелеевич
Анато́лий Пантеле́евич Деревя́нко (род. 9 января 1943, Козьмодемьяновка, Хабаровский край) — советский и российский историк, археолог, специалист по палеолиту Сибири и Дальнего Востока; общественный деятель. Доктор исторических наук (1971), действительный член АН СССР (1987). Академик-секретарь Отделения историко-филологических наук РАН в 2002—2013 годах, сопредседатель Российского исторического общества.
Научный руководитель Института археологии и этнографии СО РАН, председатель Объединённого учёного совета по гуманитарным наукам (с 1983). Иностранный член Монгольской АН (1998), Черногорской академии наук и искусств (2008) и НАН Казахстана (2013), член-корреспондент Германского археологического института (1984). Лауреат Государственных премий РФ (2001, 2012), Демидовской премии (2004) и Большой золотой медали им. М. В. Ломоносова РАН (2015).
По состоянию на 2013 год является самым цитируемым российским учёным по тематикам «археология» и «история». Индекс Хирша по состоянию на 2024 год равен 33.

## Биография
Родился 9 января 1943 года в селе Козмодемьяновка Хабаровского края в семье рабочего. Отец, Пантелей Алексеевич, был бригадиром плотницкой артели; мать, Евдокия Семеновна, — работала в колхозе. Братья: Борис — инженер и Алексей (1940—2002) — доктор исторических наук, профессор.
В 1963 году с отличием окончил историко-филологический факультет Благовещенского государственного педагогического института, после чего продолжил обучение в аспирантуре Отдела гуманитарных исследований при Институте экономики и организации промышленного производства СО АН СССР. Досрочно окончил аспирантуру в 1965 году, защитив кандидатскую диссертацию «Древние культуры Среднего Амура (каменный век)» (научный руководитель — акад. А. П. Окладников). Ассистент гуманитарного факультета НГУ (1964), доцент по кафедре истории СССР (1969).
Работал младшим и старшим научным сотрудником, заведующим музеем (1968—1970), заместителем директора по науке Института истории, филологии и философии СО АН СССР (1970—1976). Один из самых молодых докторов исторических наук в СССР (1971), получил эту учёную степень в 28 лет за диссертацию «Приамурье в древности (до начала новой эры)». Профессор по кафедре всеобщей истории (1974), член-корреспондент АН СССР по Отделению истории (археология) с 15 марта 1979 года, действительный член (академик) с 23 декабря 1987 года.
Председатель Совета молодых учёных при ЦК ВЛКСМ, кандидат в члены Бюро (1974—1976), секретарь ЦК ВЛКСМ (1976—1979). В 1979—1980 годах — секретарь Новосибирского обкома КПСС. Ректор Новосибирского государственного университета (1980—1982), с 1981 года заведует кафедрой всеобщей истории гуманитарного факультета. В университете читал основной курс по археологии, а также спецкурсы «Применение естественных наук в археологии» и «Древние культуры Дальнего Востока», вёл семинарские занятия. Руководил археологическим кружком НГУ, принимал непосредственное участие в проведении студенческих археологических конференций.
С 1981 года — член Президиума СО АН СССР (РАН), в 1983—2015 годах — директор Института археологии и этнографии (до 1991 года — директор ИИФиФ, в 1991—2000 годах — генеральный директор Объединённого института истории, филологии и философии СО РАН); в настоящее время — научный руководитель института. В 1984 году возглавил редакционную коллегию книжной серии «Литературные памятники Сибири» Восточно-Сибирского книжного издательства (Иркутск). Один из создателей Музея истории СО РАН (1991).
Член Государственного экспертного совета при Президенте Российской Федерации по особо ценным объектам культурного наследия народов РФ (1992—2002), заместитель академика-секретаря Отделения истории РАН (1997—2002). В 1983—1994 годах — главный редактор журнала «Известия СО АН. Серия истории, филологии и философии», с 2000 года — главный редактор научного журнала «Археология, этнография и антропология Евразии». В 2002 году был избран академиком-секретарём ОИФН РАН, занимал эту должность до 2013 года. Член редколлегии журнала «Вестник Российской академии наук»; входит в руководящие органы НКРИ и РГНФ (с 1994 года — член Совета).
Супруга — кандидат медицинских наук Зоя Михайловна Деревянко.

## Научная и экспедиционная деятельность
А. П. Деревянко разработал новую пространственно-временную версию путей первоначального заселения Азии, создал периодизацию, хронологию и динамику палеолита в регионе. Открыл и исследовал десятки археологических объектов, в том числе ставшие эталонными памятники различных эпох и культур в широком хронологическом диапазоне от палеолита до железного века (поселения Новопетровка, Кукелово, стоянки на р. Селемдже и др.). Так, в районе реки Селемджи в результате шестилетних полевых исследований была открыта абсолютно новая позднепалеотическая культура — селемджинская культура. Инициатор и руководитель программы по комплексному изучению пещерных памятников палеолита Южной Сибири и Центральной Азии. Основатель международного научно-исследовательского стационара «Денисова пещера» (Горный Алтай). Под его руководством и при его участии заложены основы мультидисциплинарного подхода к анализу археологических источников. Является сторонником мультирегиональной теории. Он считает, что 4 подвида вида Homo sapiens могли независимо эволюционировать от Homo erectus в четырёх разных регионах: Африке (Homo sapiens afrikanensis), Восточной и Юго-Восточная Азии (Homo sapiens orientalensis), Европе (Homo sapiens neanderthalensis) и Северной и Центральной Азии (Homo sapiens altaiensis).
А. П. Деревянко участвовал в археологических экспедициях на территории Сибири, российского Дальнего Востока, Дагестана, Узбекистана, Киргизии, Казахстана, Азербайджана, Вьетнама, Монголии, Кореи, Китая, Японии, Ирана, Черногории. Экспедициями под его руководством открыты и исследованы десятки археологических объектов Северной, Центральной и Восточной Азии, ставшие эталонными памятниками различных эпох и культур в хронологическим диапазоне от каменного до железного века.
Директор-организатор Алтайского международного центра гуманитарных и биосферных исследований (совместно с В. К. Шумным). Научный руководитель около 50 кандидатских и научный консультант 15 докторских диссертаций.

## Критика
В. В. Сидоров опубликовал в 1972 году в журнале «Советская археология» рецензию на книгу Деревянко «Новопетровская культура среднего Амура» (отв. ред. А. П. Окладников), где отмечал, что пренебрежение стратиграфией начинающим исследователем приводит к искажению облика материальной культуры, а последовательность амурских неолитических культур А. П. Деревянко не доказал. Д. Л. Бродянский в 1987 году указал, что Окладников и Деревянко смешали разновременные материалы в выделенной ими «кондонской неолитической культуре» на Нижнем Амуре. Высказывалось мнение, что Деревянко вместе с Окладниковым объявлял орудиями труда геоглифы со «стоянок» Улалинка и Филимошки. В 2001 году бывший сотрудник А. В. Гребенщиков упрекал Деревянко в догматическом подходе к исследованию т. н. «новопетровской культуры», которую необходимо объединить в общий культурный массив с памятниками типа Ананси. Доктор исторических наук Ю. А. Мочанов критиковал А. П. Деревянко, называя его деятельность «лженаукой» и упрекая в карьеризме и нарушении научной этики.

## Основные работы
Автор и соавтор около 90 монографий и более 850 научных статей, ряд работ опубликован на 15 иностранных языках.
- «В стране трёх солнц» (Хабаровск, 1970);
- «Новопетровская культура Среднего Амура» (Новосибирск, 1970);
- «Ранний железный век Дальнего Востока» (Новосибирск, 1970—1972; чч. 1—2);
- «Ранний железный век Приамурья» (Новосибирск, 1973);
- «Далёкое прошлое Приморья и Приамурья» (Владивосток, 1973; в соавт. с А. П. Окладниковым);
- «Каменный век Северной, Восточной и Центральной Азии» (Новосибирск, 1975);
- «В поисках оленя Золотые рога» (М.: Советская Россия, 1980; в сер. «Люди Советской России»);
- «Палеолит Дальнего Востока и Кореи» (Новосибирск: Наука, 1983);
- «Палеолит Японии» (Новосибирск: Наука, 1984);
- «Археология зарубежной Азии» (М., 1986; в соавт.);
- «Ожившие древности: рассказы археолога» (М.: Молодая гвардия, 1986; в сер. «Эврика»);
- «Paleolithic of North Asia and the Problems of Ancient Migrations» (Novosibirsk, 1990);
- «Мустье Горного Алтая: по материалам пещеры им. Окладникова» (Новосибирск, 1992; совм. с С. В. Маркиным);
- «Палеолитоведение: введение и основы» (Новосибирск, 1994);
- «Палеолит Селемжи» (Новосибирск, 1995);
- «The Paleolithic of Siberia» (Urbana, Chicago, 1998; with D. B. Shimkin, W. R. Rowers);
- «Археологические исследования Российско-монгольско-американской экспедиции в Монголии в 1997—1998 гг.» (Новосибирск, 2000; в соавт. с А. И. Кривошапкиным и др.);
- «Каменный век Монголии: палеолит хребта Арц-Богдо» (Новосибирск, 2000; в соавт. с А. И. Кривошапкиным и др.);
- «Paleolithic of the Altai» (Brussels: Richard Liu Foundation, European Institute of Chinese Studies, 2001; в соавт.);
- «Корреляции мустьерских индустрий Ближнего Востока и Кавказа» (Новосибирск: СО РАН, 2002);
- «Первобытный человек в окрестностях Денисовой пещеры: природная среда и условия обитания». (Новосибирск, 2002; в соавт.);
- «First people in Altai» (Seoul, 2002);
- «Природная среда и человек в палеолите Горного Алтая» // Условия обитания в окрестностях Денисовой пещеры (Новосибирск, 2003; в соавт. с А. К. Агаджаняном, М. В. Шуньковым и др.);
- «Древнейшие миграции человека в Евразии в раннем палеолите» (Новосибирск: Изд-во ИАЭТ СО РАН, 2009);
- «Переход от среднего к верхнему палеолиту и проблема формирования Homo sapiens sapiens в Восточной, Центральной и Северной Азии» (Новосибирск: Изд-во ИАЭТ СО РАН, 2009);
- «Палеолит Орхона» (Новосибирск: Изд-во ИАЭТ СО РАН, 2010);
- «Верхний палеолит в Африке и Евразии и формирование человека современного анатомического типа» (Новосибирск: Изд-во ИАЭТ СО РАН, 2011);
- «Проблемы палеолита Дагестана» (Новосибирск: Изд-во ИАЭТ СО РАН, 2012);
- «Бифасиальная индустрия в Восточной и Юго-Восточной Азии» (Новосибирск: Изд-во ИАЭТ СО РАН, 2014).

## Награды и звания
- Медаль «За трудовую доблесть» (1970)
- Премия Ленинского комсомола (1972) — за цикл работ по археологии Дальнего Востока
- Орден Трудового Красного Знамени (1982)
- Орден Почёта (30 июня 1998) — за заслуги перед государством, многолетний добросовестный труд и большой вклад в укрепление дружбы и сотрудничества между народами[21]
- Государственная премия Российской Федерации в области науки и техники (2001) — за цикл работ из серии «Памятники фольклора народов Сибири и Дальнего Востока» (разработка концепции академического издания и её реализация в выпущенных в свет 18 томах)[22]
- Орден «За заслуги перед Отечеством» IV степени (11 марта 2003) — за большой вклад в развитие отечественной науки и подготовку высококвалифицированных специалистов[23]
- Демидовская премия[24] (2004)
- премия имени М. А. Лаврентьева (2005) — за выдающийся вклад в развитие Сибири и Дальнего Востока
- премия «Триумф» (2005)
- Орден Полярной Звезды (2006, Монголия)
- золотой почётный знак «Достояние Сибири» (2007)
- Орден Дружбы (14 октября 2012) — за большой вклад в развитие науки и многолетнюю плодотворную деятельность[25]
- Государственная премия Российской Федерации в области науки и технологий (2013) — за выдающиеся открытия и труды в области изучения древнейшей истории человечества в Евразии и формирования человека современного анатомического типа[26]
- Большая золотая медаль имени М. В. Ломоносова (2014)— за выдающийся вклад в разработку новой фундаментальной научной концепции формирования человека современного физического типа и его культуры[27]
- Почётный гражданин Новосибирской области[28]
- Орден Александра Невского (30 мая 2018) — за заслуги в развитии науки, подготовку квалифицированных специалистов и многолетнюю добросовестную работу[29]
- Орден «За заслуги перед Отечеством» III степени (5 февраля 2024) — за большой вклад в развитие отечественной науки, многолетнюю плодотворную деятельность и в связи с 300-летием со дня основания Российской академии наук[30]
- Орден «За заслуги перед Алтайским краем» II степени (27 сентября 2017) — за заслуги, связанные с развитие Алтайского края, высокие достижения в области археологии края
- Советник по науке Исследовательского центра древних цивилизаций Академии общественных наук КНР
- «почётный исследователь» Института доистории Чунбукского национального университета (Корея, 1994)
- почётный профессор Аризонского университета (США, 1994), Томского политехнического университета (1998), Казахского национального университета (2002), Цзилиньского университета (2003) и др.